# Burquina Fasso
Burquina Fasso, Burquina Faso, Burkina Faso ou simplesmente Burquina, é um país africano limitado a oeste e a norte pelo Mali, a leste pelo Níger, e a sul pelo Benim, pelo Togo, por Gana e pela Costa do Marfim. Sua capital é a cidade de Uagadugu (em francês: Ouagadougou). Sua área territorial abrange 274 200 km2 com uma população estimada de mais de 15 757 000 de habitantes.
A região noroeste do país foi povoada entre 14 000 e 5 000 a.C. por caçadores-coletores. Assentamentos agrícolas apareceram entre 3 600 e 2 600 a.C.. O cerne do que é atualmente o Burquina Fasso foi composto principalmente pelos Reinos Mossis. Estes reinos Mossi se tornariam um protetorado francês em 1896. No final do século XIX, como consequência da Corrida a África no continente, a região do atual Burquina foi ocupada e anexada pela França, condição que se manteve até 1960 quando recuperou sua independência da potência colonial europeia.
Entre 1960 e 1984 foi conhecido como República do Alto Volta. Em 4 de agosto de 1984 abandonou a denominação herdada do período colonial, passando a se chamar Burquina Fasso. A nova designação foi cunhada pelo então chefe de Estado, Thomas Sankara, que criou o novo nome a partir das palavras Burkina ('homens íntegros', em more) e Faso ('terra natal' em diúla), o que resulta em "terra das pessoas íntegras". Seus habitantes se autodenominam burkinabè (plural invariável); nas formas aportuguesadas, são chamados burquinabês, burquinabeses, burquineses, burquinenses ou burquinos.
O país é membro da União Africana, da Comunidade dos Estados do Sahel-Saara, a Organização Internacional da Francofonia, a Organização da Conferência Islâmica e da Comunidade Económica dos Estados da África Ocidental.

## Etimologia
Anteriormente o país chamava-se "República do Alto Volta". O topônimo "Alto Volta" advém da era colonial, dado à colônia francesa do Alto Volta, como referência a sua localização nos cursos superiores do rio Volta (o Volta Negro, Vermelho e Branco). Embora o nome não tivesse uma conotação colonial explícita, havia um sentimento de não pertencimento ao termo na população burquinabé.
O país foi renomeado para "Burquina Fasso" em 4 de agosto de 1984, pelo então presidente Thomas Sankara. As palavras "Burkina" e "Faso" provêm de diferentes línguas faladas no país: "Burkina" vem do more e significa "direito" ou "íntegro", mostrando como o povo se orgulha de sua honradez, enquanto "Faso" vem da língua diúla e significa "pátria" (literalmente, "casa do pai"). A junção das palavras gera o termo "terra dos homens íntegros" ou "pátria dos humanos íntegros". O sufixo "-bè" adicionado a "Burkina" para formar o adjetivo pátrio "burkinabè" ou "burquinabé" vem da língua fula e significa tanto "homem" quanto "mulher" íntegra.

## História
Tal como toda a África ocidental, o Burquina Fasso foi povoado em tempos remotos, com destaque para os caçadores-coletores da parte noroeste do país (12 000 a 5 000 a.C.), cujas ferramentas (raspadeiras, cinzéis e pontas de seta) foram descobertas em 1973. Entre 3 600 e 2 600 a.C. surgiram povoamentos de agricultores, e os vestígios dessas estruturas deixam a impressão de edifícios relativamente permanentes. O uso do ferro, cerâmica e pedra polida desenvolveu-se entre 1 500 e 1 000 a.C., tal como a preocupação com os assuntos espirituais, como é demonstrado pelos restos de enterramento que têm sido descobertos.

## Geografia

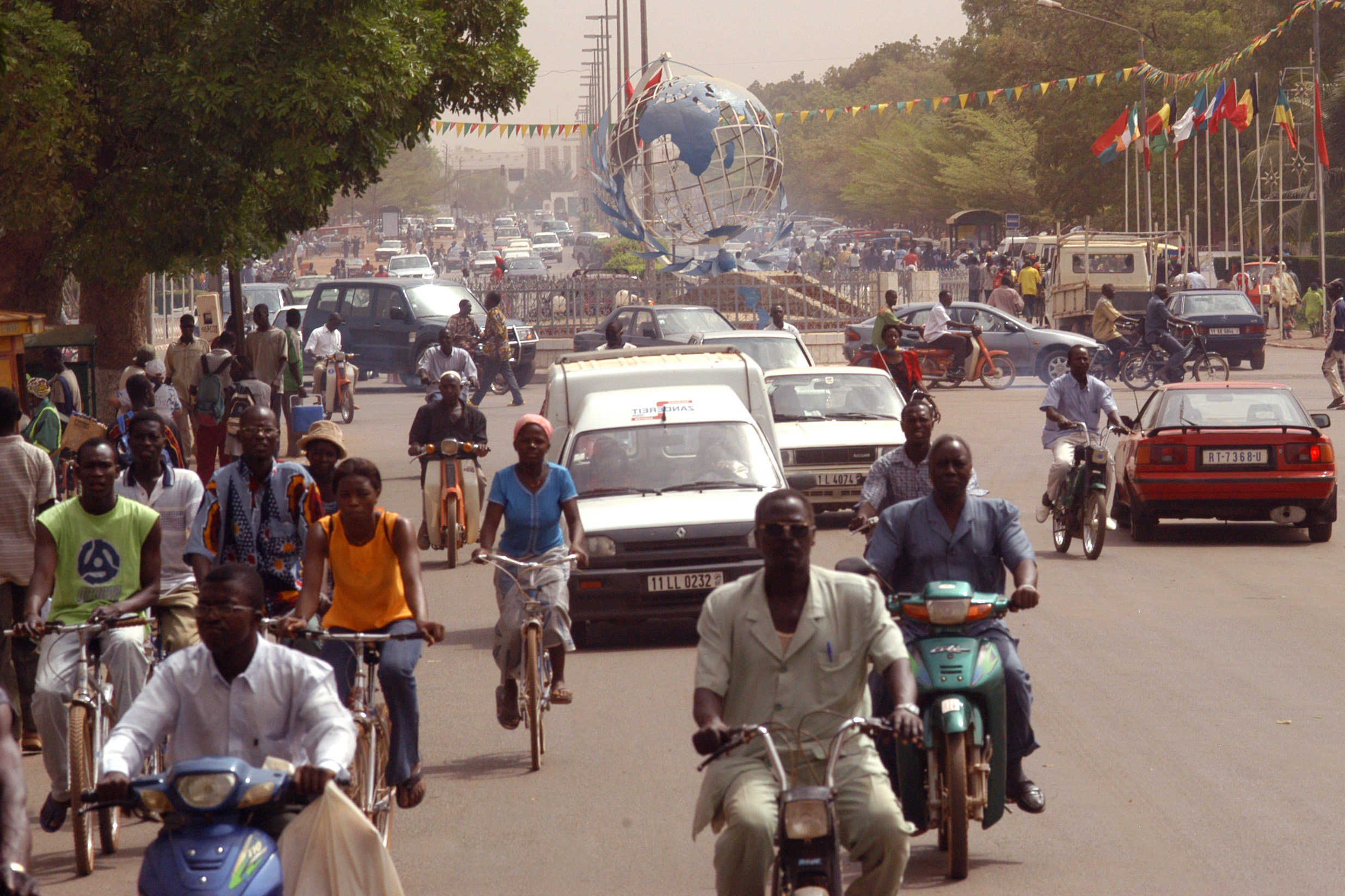
Uagadugu, capital do país

O Burquina Fasso é um país do Sael, sem litoral, que faz fronteira com seis nações. Estende-se entre o deserto do Saara e o golfo da Guiné, a sul da curva do rio Níger. O terreno é verde no sul, com florestas e árvores de fruto, e desértico no norte. A maior parte do Burquina Fasso central fica num planalto baixo, coberto por savana, a uma altitude de 200–300 m, com campo aberto, bosques e árvores isoladas. As reservas de caça do Burquina Fasso — as mais importantes das quais são as de Arly, Nazinga, e do Parque Nacional W — contém leões, elefantes, hipopótamos, macacos, facocheros e antílopes. O turismo não está bem desenvolvido.
O total de precipitação anual varia entre 1 000 mm no sul e menos de 2 500 mm no norte e nordeste, onde os ventos quentes do deserto acentuam a secura da região. O Burquina Fasso tem três estações diferentes: morna e seca (de novembro a março), quente e seca (de março a maio) e quente e úmida (de junho a outubro). Os rios não são navegáveis.
O ponto mais alto do país é o monte Tenakourou, situado sobre a fronteira com o Mali.

## Demografia
A população de Burquina Fasso, em 2018, era de mais de 20 milhões de habitantes, pertencentes a dois grandes grupos étnicos-culturais do Oeste Africano: Gur e Mandês (cuja linguagem comum é diúla). Os Gur-Mossis compõem cerca de metade da população. Os Gur-Mossis migraram para a atual Burquina Fasso a partir de Gana, em 1100. Eles estabeleceram um império que durou mais de 800 anos. Predominantemente agricultores, o reino Mossi é liderado pelo Mogho Naba, cujo tribunal é em Uagadugu.
Burquina Fasso é um Estado etnicamente integrado e secular. A maioria do povo de Burquina Fasso está concentrada no sul e centro do país, onde a sua densidade, por vezes, ultrapassa 48 hab/km2. Centenas de milhares de burquinabeses migram regularmente para a Costa do Marfim e Gana, muitos para o trabalho agrícola sazonal. Estes fluxos de trabalhadores são afetados por eventos externos, como a tentativa de golpe em setembro de 2002, na Costa do Marfim, e a luta que se seguiu fez com que centenas de milhares de burquinabês retornassem ao Burquina Fasso.
A taxa de fecundidade total de Burquina Fasso é de 5,93 filhos por mulher, de acordo com estimativas de 2014, a sexta maior taxa do mundo.
A prática da escravidão no Burquina Fasso é muito comum.

### Línguas
Burquina Fasso é um país multilíngue. O francês, introduzido durante o período colonial, foi língua oficial até 2023. Atualmente, o francês é língua de trabalho das instituições administrativas, políticas e judiciais, dos serviços públicos e da imprensa. É a única língua usada para leis, administração e tribunais. Ao todo, estima-se que 69 línguas são faladas no país, das quais cerca de 60 línguas são autóctones. A língua mossi é a língua mais falada em Burquina Fasso, falada por cerca de metade da população, principalmente na região central em torno da capital, Uagadugu, juntamente com outras línguas gurunsi estreitamente relacionadas espalhadas por toda Burquina Fasso.

## Política

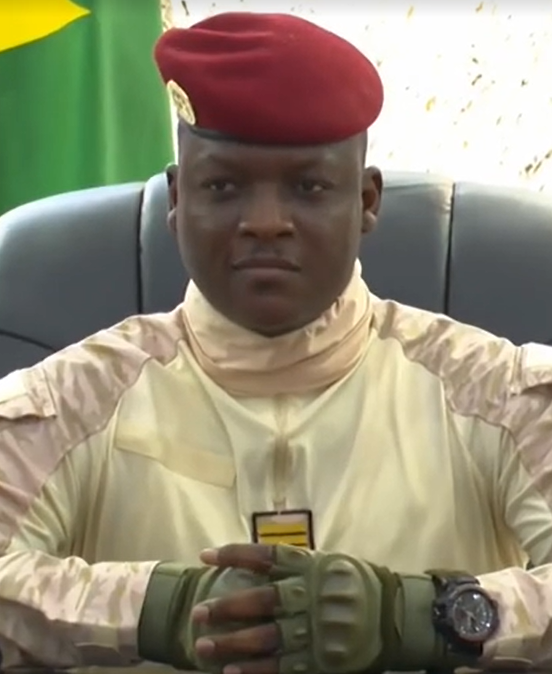
Ibrahim Traoré, Presidente interino do país.

A constituição do Burquina Fasso de 2 de junho de 1991 estabeleceu um governo semi-presidencial com um parlamento (assembleia) que pode ser dissolvido pelo Presidente da República, que é eleito para mandatos de cinco anos. Este prazo foi estabelecido numa revisão da constituição levada a cabo em 2000, que reduziu a duração do mandato que anteriormente era de sete anos, o que só será posto em prática em 2005 quando das eleições presidenciais seguintes. Outra mudança aprovada na revisão impediria o atual presidente, Blaise Compaoré, de ser reeleito. No entanto, uma vez que Compaoré foi eleito em 1998, não está claro se a revisão será aplicada retroativamente ou não.
O parlamento consiste em duas câmaras: a câmara baixa (l'Assembléia Nacional) e a câmara alta (la Chambre dos Representantes). Também existe uma câmara constitucional, composta por dez membros, e um conselho económico e social cujos papéis são principalmente consultivos.
O país passa instabilidades e em 2022 sofreu dois golpes de Estado, o mais recente no mês de setembro, enquanto o governo trava conflitos com grupos jihadistas na região do Sahel.

## Subdivisões
O Burquina Fasso está dividido em 13 regiões, 45 províncias e 351 departamentos.
Regiões:
| - Meandro do Volta Negro - Cascatas - Centro - Centro-Este | - Centro-Norte - Centro-Oeste - Centro-Sul - Este | - Altas Bacias - Norte - Plateau-Central - Sahel | - Sul-Oeste |

Províncias:
| - Balé - Bam - Banwa - Bazéga - Bougouriba - Boulgou - Boulkiemdé - Comoé - Ganzourgou | - Gnagna - Gourma - Houet - Ioba - Kadiogo - Kénédougou - Komondjari - Kompienga - Kossi | - Koulpélogo - Kouritenga - Kourwéogo - Léraba - Loroum - Mouhoun - Nahouri - Namentenga - Nayala | - Noumbiel - Oubritenga - Oudalan - Passoré - Poni - Sanguié - Sanmatenga - Séno - Sissili | - Soum - Sourou - Tapoa - Tuy - Yagha - Yatenga - Ziro - Zondoma - Zoundwéogo |

Departamentos

## Economia

Principais produtos de exportação de Burkina Faso em 2019.

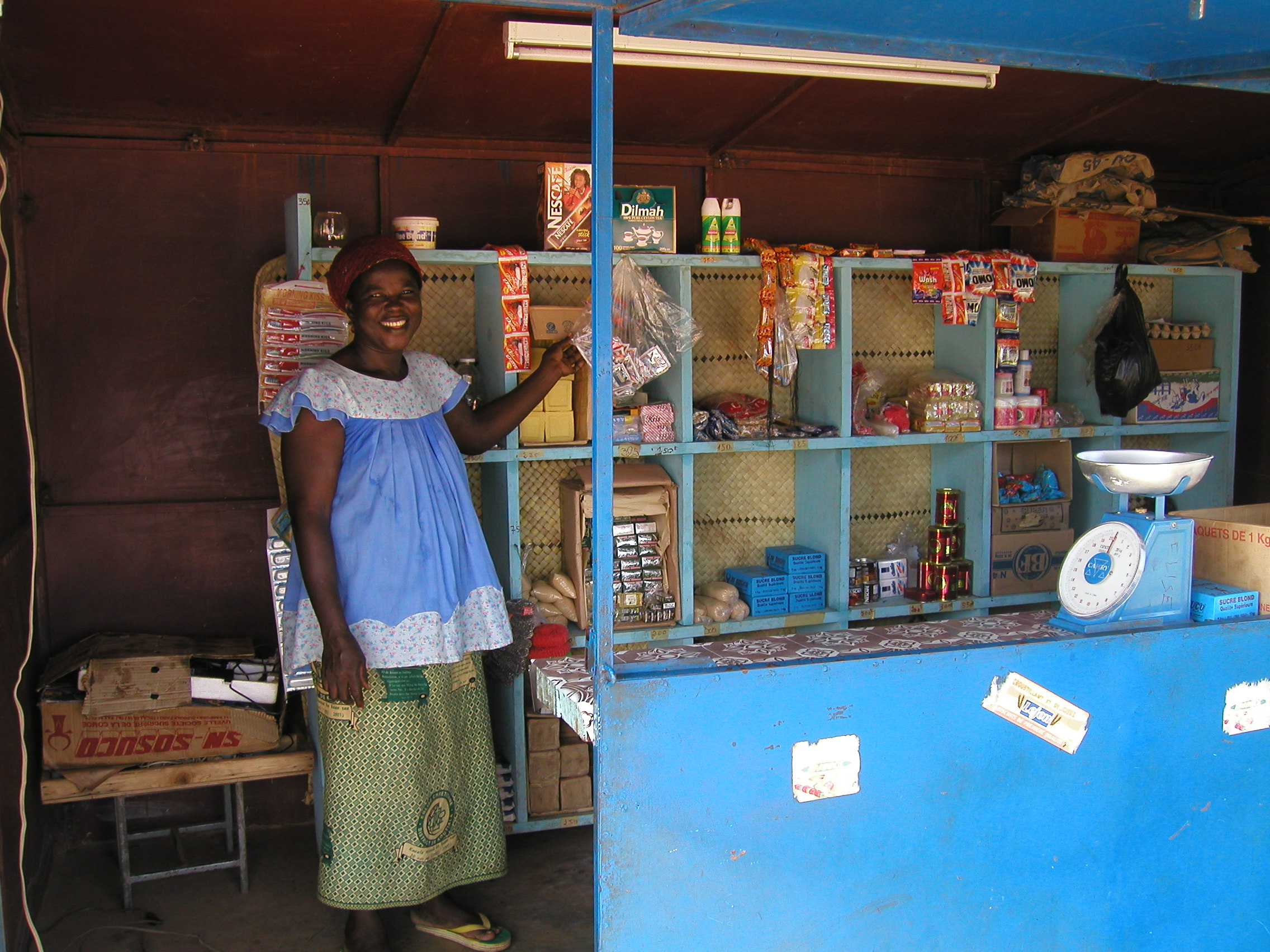
Loja em Burquina Fasso

Burquina Fasso tem um dos menores PIB em valores per capita no mundo: US$ 1 500 dólares. A agricultura representa 32% do seu Produto interno bruto e é a ocupação de cerca de 80% da população economicamente ativa. Ela consiste principalmente da criação de gado. Especialmente no sul e sudoeste, as pessoas realizam plantios de sorgo, milheto, milho, amendoim, arroz e algodão, com excedentes para serem vendidos. Uma grande parte da atividade econômica do país é financiada pela ajuda internacional.
Burquina Fasso foi classificado como o 111.º destino de investimentos mais seguro do mundo, em março de 2011, pelo ranking do Euromoney Country Risk. As remessas costumavam ser uma importante fonte de renda para Burquina Fasso até os anos 1990, quando a agitação na Costa do Marfim, o principal destino dos emigrantes burquinabês, forçou muitos a voltar para casa. As remessas representam hoje menos de 1% do PIB.
O país faz parte da União Monetária e Econômica do Oeste Africano (UMEOA) e adotou o Franco CFA. Esta moeda é emitida pelo Banco Central dos Estados Oeste Africano (BCEAO), situado em Dacar, no Senegal. O BCEAO administra a política monetária e reserva dos Estados membros, é uma regulação e supervisão do setor financeiro e da atividade bancária. Um quadro jurídico em matéria de licenciamento, as atividades bancárias, os requisitos organizacionais e de capitais, inspeções e sanções (todos aplicáveis a todos os países da União) está no local, tendo sido reformada significativamente em 1999. As instituições de microfinanciamento são regidas por uma lei específica, que regulamenta as atividades de microfinanças em todos os países da UEMOA. O setor de seguros é regulamentado através da Conferência Interafricana dos Mercados de Seguros (CIMA).
No setor primário, são praticadas a exploração da mineração de cobre, ferro, manganês, ouro, cassiterita (minério de estanho) e fosfatos. Estas operações proporcionam emprego e geram ajuda internacional. Em alguns casos, os hospitais mantidos pelas empresas de mineração estão disponíveis para uso pelas populações locais. A produção de ouro aumentou 32% em 2011, em seis minas de ouro, tornando Burquina Fasso o quarto maior produtor de ouro na África, depois da África do Sul, Mali e Gana.
Burquina Fasso acolhe também a Feira Internacional de Arte e Artesanato, em Uagadugu. Ela é mais conhecida por seu nome francês, Le Salon International de l' Artisanat de Ouagadougou, e é uma das mais importantes feiras de artesanato no continente. O país está entre os membros da Organização para a Harmonização em África do Direito dos Negócios (OHADA).
Embora os serviços permaneçam subdesenvolvidos, o Instituto Nacional de Água e Saneamento (ONEA), uma empresa de serviços públicos estatais, está a emergir como uma das empresas de serviços públicos com melhor desempenho na África. Altos níveis de autonomia e uma gestão qualificada e dedicada tem impulsionado a capacidade de ONEA em melhorar a produção e o acesso à água potável. Desde 2000, cerca de 2 milhões tinham acesso à água nos quatro principais centros urbanos do país. A empresa tem mantido a qualidade da infraestrutura de alta (menos de 18% da água é perdida através de vazamentos — um dos mais baixos da África subsaariana), melhorou os relatórios financeiros, e aumentou sua receita anual em média de 12% (bem acima da inflação). Os desafios permanecem, incluindo as dificuldades entre alguns clientes em pagar por serviços, com a necessidade de recorrer a ajuda internacional para expandir sua infraestrutura. Empreendimento comerciais estatais tem ajudado o país a atingir o seu Objetivo de Desenvolvimento do Milénio (ODM) em áreas relacionadas com a água, e tem crescido como uma empresa viável.

## Infraestrutura

### Transporte
O transporte em Burquina Fasso é dificultado por uma infraestrutura muito pouco desenvolvida. O aeroporto principal é o de Uagadugu e em junho de 2014, havia regularmente voos regulares para vários destinos na África Ocidental, bem como Paris, Bruxelas e Istambul. Há também um outro aeroporto internacional em Bobo-Diulasso, com voos para Uagadugu e Abidjã. O transporte ferroviário em Burquina Fasso consiste em uma única linha que vai de Kaya para Abidjan, na Costa do Marfim, via Uagadugu, Koudougou, Bobo-Diulasso e Banfora. A Sitarail opera um trem de passageiros três vezes por semana ao longo do percurso. Há um total de 12 506 km de rodovias em Burquina Fasso, dos quais 2 000 km são pavimentados.

### Educação
A educação em Burquina Fasso é dividida em ensino primário, secundário e superior. No entanto, os custos do ensino médio são de aproximadamente 25 000 CFA (US$ 50) por ano, o que é muito acima das possibilidades financeiras da maioria das famílias burquinesas. Meninos recebem preferência na escolaridade e, como tal, as taxas de educação e alfabetização de meninas são muito mais baixas do que os meninos. Foi observado um aumento na escolaridade das meninas por causa da política do governo de tornar a escola mais barata para as meninas e conceder-lhes mais bolsas de estudo. Exames nacionais de conhecimento são realizados com a finalidade de aprovar um estudante do ensino básico ao ensino médio, e do ensino médio para a faculdade. Esses exames são utilizados como pré-requisito para aceitação em todas as instituições de ensino superior do país, incluindo a Universidade de Uagadugu, o Instituto Politécnico de Bobo Diulasso e a Universidade de Koudougou. Há faculdades particulares na capital, Uagadugu, mas estas são acessíveis apenas por uma pequena parcela da população.
Há também a Escola Internacional de Uagadugu, uma escola particular americana localizada na base militar em Uagadugu.
O relatório do Programa de Desenvolvimento das Nações Unidas classifica Burquina Fasso como o país com o menor nível de alfabetização no mundo, apesar de um esforço concentrado para dobrar sua taxa de alfabetização de 12,8% em 1990 para 25,3% em 2008.

### Saúde
Em 2016, a expectativa média de vida foi estimada em 60 anos para homens e 61 para mulheres. Em 2018, a taxa de mortalidade entre a população com menos de cinco anos e a taxa de mortalidade infantil foi de 76‰ de nascidos vivos. Em 2014, a idade média dos burquineses era de 17 anos e a taxa de crescimento populacional estimada era de 3,05%.
Em 2011, os gastos com saúde foram de 6,5% do PIB; a taxa de mortalidade materna foi estimada em 300 mortes por 100 000 nascidos vivos e a densidade de médicos era de 0,05‰. Em 2012, estimou-se que a taxa de prevalência de HIV em adultos (15–49 anos) era de 1,0%. De acordo com o Relatório da UNAIDS, datado de 2011, a prevalência do HIV está diminuindo entre as mulheres grávidas que frequentam as clínicas pré-natais. De acordo com um relatório de 2005 da Organização Mundial da Saúde (OMS), estima-se que 72,5% das meninas e mulheres de Burquina Fasso sofreram mutilação genital feminina, administrada de acordo com os rituais tradicionais.
Os gastos do governo central com saúde foram na ordem de 3% em 2001. Em 2009, estudos estimavam que havia apenas 10 médicos por 100 000 pessoas. Além disso, havia 41 enfermeiras e 13 parteiras por 100 000 pessoas. A Demographic and Health Surveys completou três pesquisas em Burquina Fasso, sendo a primeira em 1993 e a última em 2009.

## Cultura

### Culinária

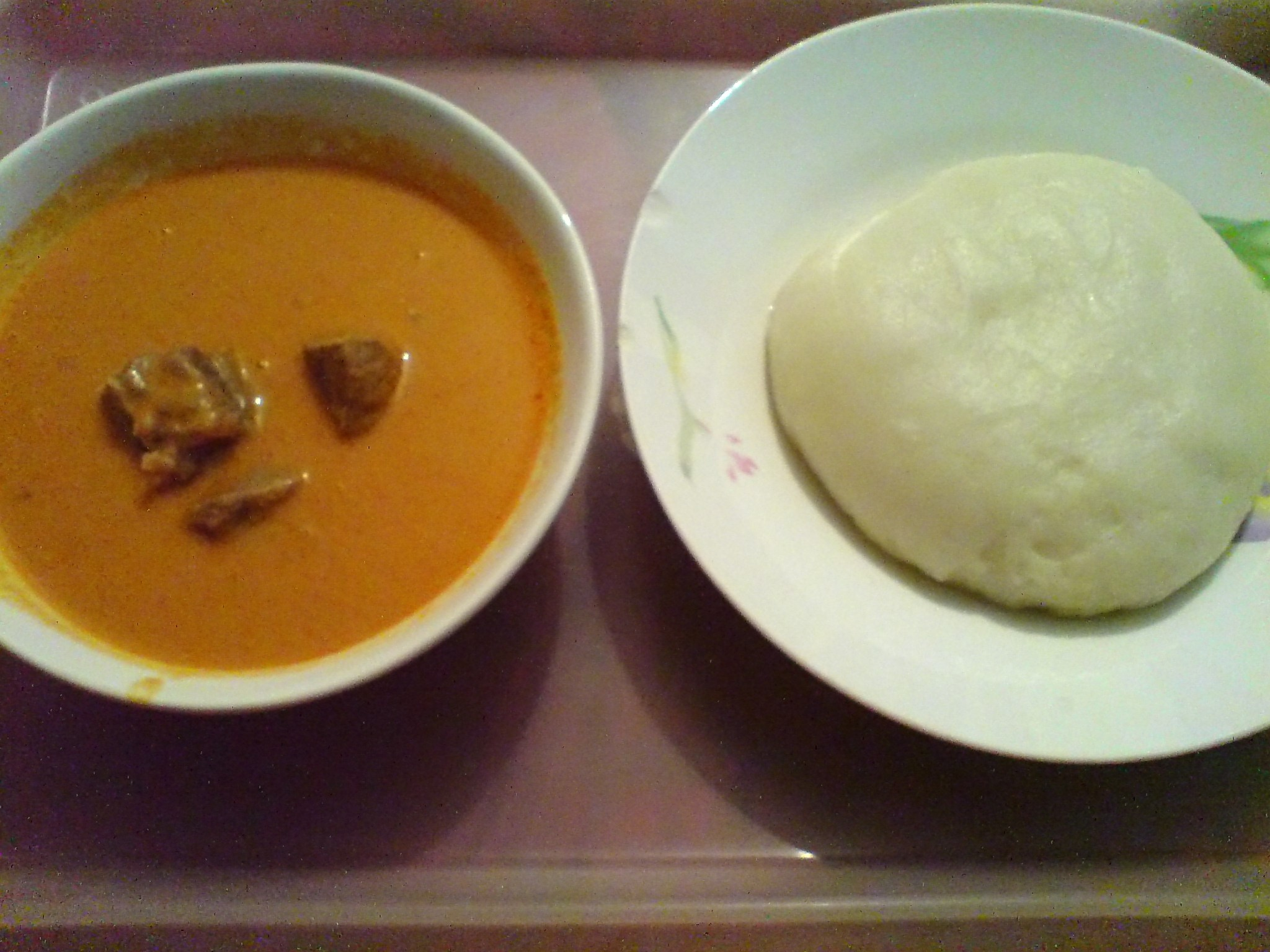
Um prato de fufu (à direita) acompanhado de sopa de amendoim

Típica da culinária da África Ocidental, a culinária de Burquina Fasso é baseada em alimentos básicos de sorgo, painço, arroz, milho, amendoim, batata, feijão, inhame e quiabo. As fontes mais comuns de proteína animal são frango, ovos de galinha e peixes de água doce. Uma bebida típica de Burquina Fasso é o banji ou vinho de palma, que é seiva de palma fermentada; e zoom-kom, ou "água de grãos", supostamente a bebida nacional de Burquina Fasso. O zoom-kom tem aparência leitosa e esbranquiçada, tendo uma base de água e cereais, melhor bebido com cubos de gelo. Nas regiões mais rurais, nos arredores de Burkina, pode ser encontrado dolo, uma bebida feita de painço fermentado. Em tempos de crise, uma leguminosa nativa de Burquina, o zamnè, pode ser servido como prato principal ou em um molho.

### Esportes

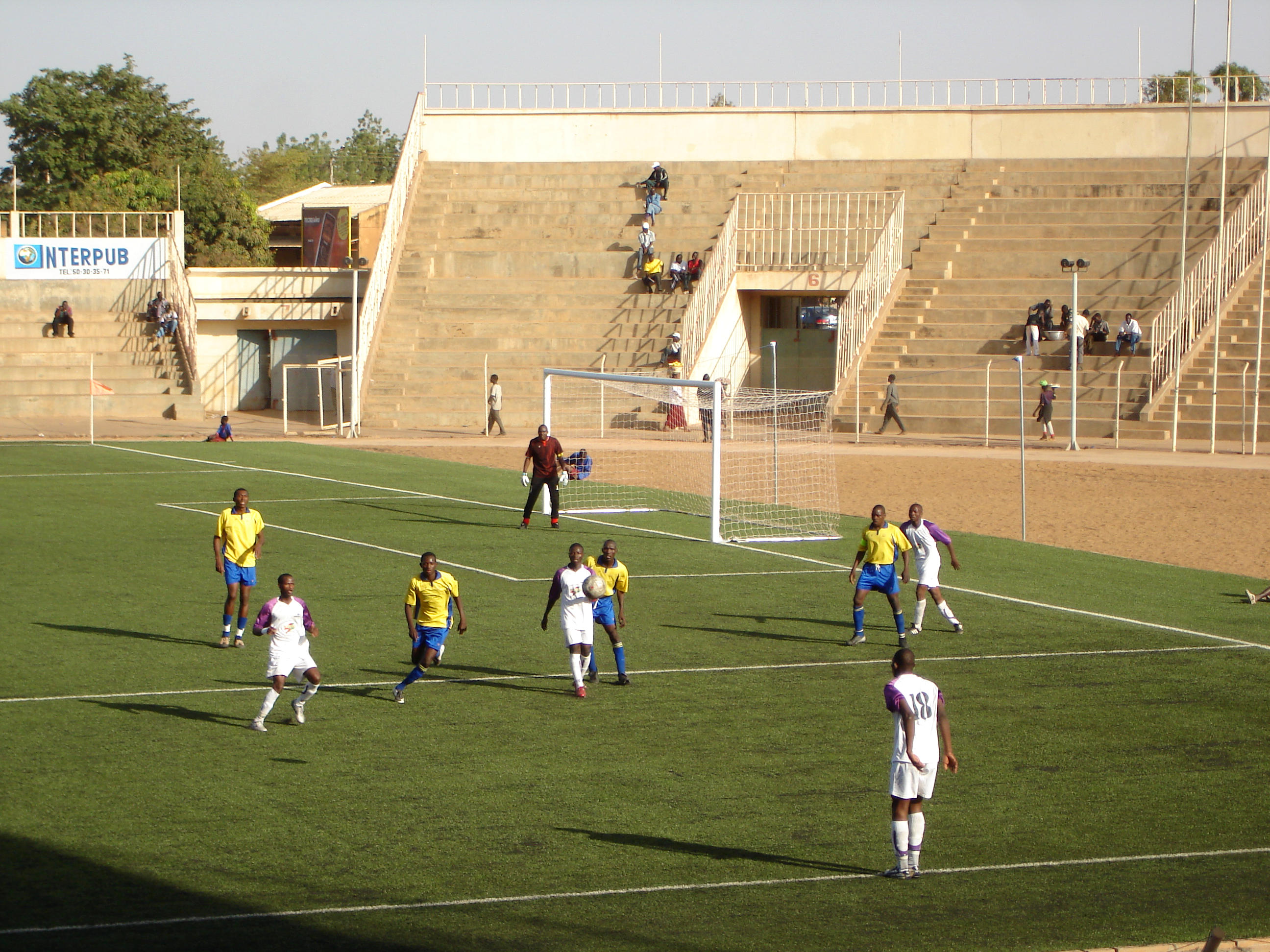
Partida da primeira divisão no Estádio Municipal de Uagadugu

O Comitê Olímpico Nacional de Burquina Fasso (CNOSB), reconhecido pelo COI em 1972, enviou cinco atletas para os Jogos Olímpicos de Londres 2012: dois atletas de atletismo, dois nadadores e um judoca.
As Olimpíadas Especiais de Burquina Fasso foram fundadas em 1991 e participaram de vários Jogos Mundiais das Olimpíadas Especiais. A associação registrou sua participação nos Jogos Mundiais de Verão das Olimpíadas Especiais de 2023 em Berlim. A delegação será apoiada pelo distrito de Gunzburgo como parte do Programa da Cidade-Sede antes dos Jogos.
Um esporte popular em Burquina Fasso é o futebol. A associação nacional de futebol é a Federação Burquinense de Futebol (FBF), que foi fundada após a independência em 1960 e se tornou membro da associação mundial de futebol FIFA em 1964. Os maiores sucessos da seleção de futebol foram o segundo lugar na Copa das Nações Africanas de 2013 e o quarto lugar na Copa das Nações Africanas de 1998 em Burquina Fasso. Todos os anos, 16 clubes competem pelo campeonato burquinense, a maioria dos quais são de Uagadugu. Profissionais estrangeiros conhecidos incluem Charles Kaboré, Moumouni Dagano e Bertrand Traoré. A seleção nacional sub-17 alcançou o terceiro lugar na Copa do Mundo Sub-17 de 2001.
O ciclismo é considerado um esporte nacional em Burquina Fasso. O Tour de Faso e as corridas de ciclismo Boucle du Coton acontecem anualmente . O primeiro faz parte do UCI Africa Tour. Ciclistas de sucesso nos últimos anos incluem Jérémie Ouédraogo e Abdoul Wahab Sawadogo.

A arte marcial conhecida como lutte traditionalnelle é uma forma de luta livre praticada principalmente pelos sanãs. Uma competição anual é realizada em Tomá.